# 그뢰디히

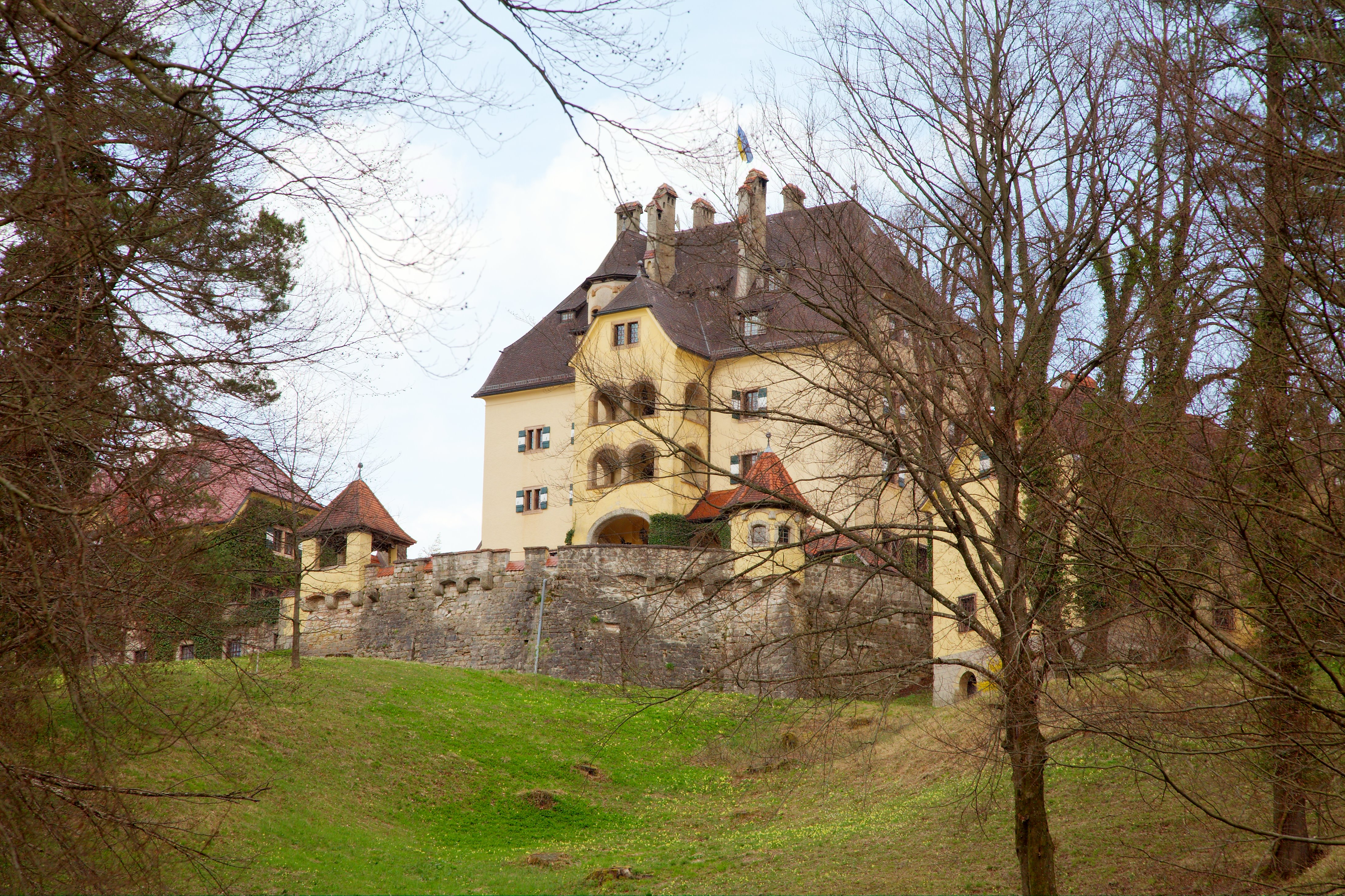
그뢰디히 글라네크성

그뢰디히(독일어: Grödig)는 오스트리아 잘츠부르크주에 위치한 도시로 면적은 23.07km2, 높이는 446m, 인구는 7,262명(2018년 기준), 인구 밀도는 310명/km2이다. 잘츠부르크의 남쪽에 위치하며 독일 바이에른주와의 경계와 가까운 편이다.
790년에 아른 폰 잘츠부르크가 작성한 문헌에 처음 등장했을 정도로 잘츠부르크 성 페터 수도원의 영지였던 곳이다. 1350년경부터 잘츠부르크 주교후령의 영지가 되었고 1803년에 잘츠부르크 주교후령이 세속화되면서 페르디난도 3세 디 토스카나 대공에 매각되었다.

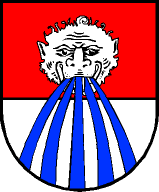
시 문장